# Rhyacophila yoshinensis
Rhyacophila yoshinensis là một loài Trichoptera trong họ Rhyacophilidae. Chúng phân bố ở miền Cổ bắc.